# Fabien Morel
Fabien Morel (Reims, 22 de janeiro de 1965) é um matemático francês, que trabalha com geometria algébrica e topologia algébrica.

## Vida
Morel obteve um doutorado em 1991 na Universidade Paris VII, orientado por Jean Lannes, com a tese Caractérisation des foncteurs homotopiques représentables par un espace pointé connexe et applications, onde foi na década de 2000 professor. É atualmente professor na Universidade de Munique. Em 2003 apresentou a Marston Morse Lectures no Instituto de Estudos Avançados de Princeton (Motivic Algebraic Topology). Com Vladimir Voevodsky construiu a teoria da homotopia A1 do esquema na geometria algébrica.
Foi palestrante convidado do Congresso Internacional de Matemáticos em Madrid (2006: A1-algebraic topology).

## Publicações selecionadas
- A1-algebraic topology over a field. (= Lecture Notes in Mathematics. 2052). Springer, 2012, ISBN 978-3-642-29513-3.
- com Marc Levine: Algebraic Cobordism. Springer, 2007, ISBN 978-3-540-36822-9.
- Homotopy theory of Schemes. American Mathematical Society, 2006 (em francês pela Societe Mathematique de France, 1999)
- A1-algebraic topology. International Congress of Mathematicians. Vol. II In: Eur. Math. Soc. Zürich 2006, p. 1035–1059. (pdf)
- com Vladimir Voevodsky: A1-homotopy theory of schemes. In: Pub. Math. IHES. Volume 90, 1999, p. 45–143, (online)